# Consens científic sobre el canvi climàtic

La temperatura global de la superfície terrestre ha canviat en el període de 1880 a 2016, en relació amb el període de 1951 a 980. La línia negra és el global anual i la vermella la mitjana de cinc anys. Font: GISS de la NASA.

El rècord de temperatura dels últims 2.000 anys calculat de diverses maneres.

El consens científic sobre el canvi climàtic és el consens assolit entre els científics pel que fa a l'extensió de l'escalfament global que s'està produint, les seves causes, i les seves probables conseqüències. El consens científic és que el clima de la Terra s'està escalfant sense cap dubte, i que és extremadament probable (amb una probabilitat superior al 95%) que aquest escalfament sigui causat per l'acció dels éssers humans. És probable que això es derivi principalment d'un augment de les concentracions de gasos d'efecte d'hivernacle en l'atmosfera, així com la deforestació i la crema de combustibles fòssils, parcialment afectat per l'augment dels aerosols provocat per l'home; amb un efecte molt reduït dels canvis naturals.
Aquesta opinió científica s'expressa en informes de síntesi, a través d'organismes científics de naturalesa nacional o internacional, i per enquestes d'opinió entre els científics dedicats a l'estudi del clima. Científics a títol individual, universitats, i laboratoris contribueixen al consens científic global a través de l'avaluació de les seves publicacions, i les àrees de l'acord col·lectiu i la certesa es resumeixen en aquests informes i enquestes.
Les acadèmies i societats nacionals i internacionals han avaluat l'opinió científica actual sobre l'escalfament global. Aquestes valoracions són sovint compatible amb les conclusions del Grup Intergovernamental sobre el Canvi Climàtic. El Quart informe de l'IPCC va indicar:
- L'escalfament climàtic és unívoc, així com les evidències sobre l'augment de les temperatures temperatures en l'aire i els oceans, el desglaç de capes de neu i gel, i l'augment del nivell de mar global mitjà.[2]
- La major part de l'escalfament global des de la meitat del segle XX molt probablement ha estat causat per l'activitat humana.[3]
- Els beneficis i costos del canvi climàtic per la societat humana variarà àmpliament segons els indrets.[4] Alguns dels efectes a les regions temperades i polars seran positius i en qualsevol altre lloc seran negatius. En general, els efectes seran probablement més negatius si l'escalfament no s'atura o és més ràpid.
- L'evidència publicada indica que els costos del canvi climàtic probablement seran significatius i créixer en el temps.[5]
- La resiliència de molts ecosistemes probablement serà superada durant aquest segle per una combinació sense precedents del canvi climàtic, esdeveniments associats (com inundacions, sequera, incendis forestals, insectes, i acidificació de l'oceà) i altres elements globals (com el canví d'ús de la terra, la contaminació, la fragmentació dels sistemes naturals, o la sobreexplotació de recursos).[6]

Algunes organitzacions científiques han recomanat polítiques específiques als governs, i la ciència pot tenir un paper donant informació i una resposta eficaç al canvi climàtic. Les decisions polítiques, tanmateix, podrien d'incloure judicis de valor i, per tant, no formen part del consens científic.
Cap organització científica nacional o internacional manté una opinió formal que dissenteixi de qualsevol d'aquests punts. L'última organització científica en posar en dubte el canvi climàtic va ser l'Associació americana dels Geòlegs del Petroli, que el 2007 van actualitzar el seu punt de vista. Altres organitzacions, principalment les que focalitzen la seva atenció en la geologia, també aquells enfocant damunt geologia, també sostenen posicions no compromeses.